# 5491 Kaulbach
Az 5491 Kaulbach (ideiglenes jelöléssel 3128 T-1) a Naprendszer kisbolygóövében található aszteroida. Cornelis Johannes van Houten,  Ingrid van Houten-Groeneveld,  Tom Gehrels fedezte fel 1971. március 26-án.